# Karel Šejna
Karel Šejna est un chef d'orchestre tchécoslovaque, né le 1er novembre 1896 à Zálezly près de Strakonice et mort le 17 décembre 1982 à Prague.

## Biographie
Il étudie la contrebasse au Conservatoire de Prague (1914-1920). Il devient aussitôt premier contrebassiste de l'Orchestre philharmonique tchèque dès 1921. Très apprécié par Václav Talich, il en devient le second chef en 1937, puis occupera, à nouveau, ces fonctions entre 1950 et 1965.

## Répertoire
Il défend le répertoire de son pays et il donne, en première audition pragoise, la Messe glagolitique de Leoš Janáček et enregistra la totalité des œuvres symphoniques de ses compatriotes Smetana et Fibich. Son interprétation au disque des Danses slaves d'Antonín Dvořák (1959) contribua, pour l'essentiel, à sa renommée. Elle lui valut, d'ailleurs, la prestigieuse "Cithare d'argent" du Grand Prix de l'Association française de Paris.
Karel Šejna dirigea pour un ultime concert, le 11 février 1972, l'Orchestre philharmonique tchèque dans une de ses œuvres préférées, la Quatrième symphonie de Gustav Mahler Un enregistrement de ce concert existe et est édité par Supraphon.

## Discographie
- D'Indy, Symphonie sur un chant montagnard français, op. 25 - Orchestre philharmonique tchèque, dir. Karel Šejna (années 1950, LP Supraphon LPM 90) report CD Profil Édition Günter Hänssler 2021